# 幸田シャーミン
幸田 シャーミン 光代（こうだ シャーミン ひろよ、Charmine Hiroyo Koda、1956年4月8日 - ）は、日本のジャーナリスト。1980年代にニュースキャスターとしてテレビ出演していたことでも知られる。国際連合広報センター東京所長、東京農業大学客員教授を歴任。

## 来歴・人物

### 生い立ち
聖心インターナショナルスクールを経て、1979年聖心女子大学英文科卒業。大学在学中にはパリ大学ソルボンヌに留学、パリ滞在中にはジャン＝ピエール・フルリモン（Jean-Pierre Fleurimon）メイクアップスクールにも学んだ。幸田は当時、弁護士かメイクアップアーティストになりたいと思っていたという。

### ニュースキャスター
大学卒業の後、『海外ウィークリー』（NHK）や『FNNスーパータイム』（フジテレビ）に出演するようになった。後者へは1984年から3年半に渡って出演、逸見政孝とともにキャスターを務めた。同番組のオープニングでのタイトルコール、鼻にかかった「こんばんは、幸田シャーミンです」という喋りは特徴的であり、タレントの明石家さんまや清水ミチコから声優の生天目仁美までに物真似されたこともある。尚、同番組では逸見と余り仲が良くなかった事を彼の息子・太郎が明かしていたが、その一方で彼が死去した際には幸田も葬儀に参列していたと言う。

### ジャーナリスト
1988年『FNNスーパータイム』を降板、翌年33歳でハーバード大学ケネディ・スクールに入学。1992年卒業し修士を取得 。ジャーナリストとして、環境問題に関する取材や講演を行った。
2001年3月、国際連合大学高等研究所上級コミュニケーション担当官に就任した。同年7月、第19回参院選に比例代表から民主党公認で立候補、落選している。

### 国連広報センター所長
2006年4月より、コフィー・アナン国連事務総長（当時）から任命され、国際連合広報センター（東京）所長に就任。2008年6月2日任期満了で辞職したが、その後国連の人事管理室に在職中「本部の広報局の上司からパワーハラスメントを受けた」と、申し立てをしている。幸田によれば同センター内の不適切な経理があることについて調査しようとしたものの、本部の上司はその旨を上層部へ伝えることをしなかったという。一方、幸田自身も、2007年に複数の部下からパワーハラスメントで告発されている。

### 現在
2013年現在は1年の大半を長野県軽井沢町にある別荘（1983年頃に建設。）で犬と共に暮らしている。

## テレビ出演
| 期間          | 期間          | 番組名                                             | 役職       | 担当日     |
| ------------- | ------------- | -------------------------------------------------- | ---------- | ---------- |
| 1980年4月12日 | 1982年        | 海外ウィークリー（NHK）                            | キャスター | 土曜日     |
| 1984年10月1日 | 1987年3月31日 | FNNスーパータイム（フジテレビ）                    | キャスター | 平日       |
| 1987年4月1日  | 1988年3月31日 | FNNスーパータイム（フジテレビ）                    | キャスター | 月～木曜日 |
| 1985年5月29日 | 1985年5月29日 | 一枚の写真（フジテレビ）                           | ゲスト出演 | 水曜日     |
| 1986年3月11日 | 1986年3月11日 | タケちゃんの思わず笑ってしまいました（フジテレビ） | 企画出演   | 火曜日     |

## ラジオ出演
- 『FM25時 アスペクト・イン・クロスオーバー』（FM東京） - 番組アシスタント（1979年10月2日 - 1980年9月30日）
- 『京セラ ワールドHOTウェーブ』（FM東京）

## 著書
- 『幸田シャーミン素敵なおしゃれノート』ランダム出版 1983
- 『幸せはアクション ためらわないで!』二見書房 1987
- 『20代は個性の冒険 : ニュースキャスターへの挑戦』青春出版社、1987年1月20日。NDLJP:12275681。
- 『ガラスの天井に挑む女たち ハーバード・ウーマン』扶桑社 1993
- 『地球としごとをする人たち アメリカ環境教育ルポとエコ・インタビュー』Tokyo FM出版 2002

### 翻訳
- アドリアン・アーペル『10年若く美しく見える方法』編・訳 サンケイ出版 1981
- アドリアン・アーペル『あなたをより美しくする総合ビューティマニュアル』編訳 サンケイ出版 1982
- ステファン・シュネック, ナイジェル・ノリス『キャット・ケアー 猫の病気とけがの手当て』日本放送出版協会 1984
- ステファン・シュネック, ナイジェル・ノリス『ドッグ・ケアー 犬の病気とけがの手当て』日本放送出版協会 1984
- ロナルド・A.ハイフェッツ『リーダーシップとは何か!』産能大学出版部 1996